# Agelasta yunnana
Agelasta yunnana es una especie de escarabajo longicornio del género Agelasta, categorizada en la tribu Mesosini, de la subfamilia Lamiinae. Fue descrita por Chiang en 1963.

## Descripción
Mide 16-18 mm de longitud.

## Distribución
Se distribuye por China.